# Таджицька Національна консерваторія імені Т. Сатторова
Таджицька Національна Консерваторія імені Т. Сатторова (ТНК) — національна консерваторія в столиці Таджикистану місті Душанбе. ТНК являє собою, на підставі свого національного статусу, головну навчальну та наукову установу Республіки Таджикистан у галузі професіонального музичного мистецтва, в якій зосереджуються основні педагогічні та наукові кадри, що мають професіональну музичну освіту.

## Структура та напрямки освіти
У складі Таджицької Національної Консерваторії імені Т. Сатторова функціонують два основних факультети:
- факультет таджицької музики;
- виконавський факультет.

У ТНК здійснюється підготовка фахівців за різноманітними спеціальностями професіонального музичного мистецтва: оркестрові інструменти, фортепіано, музикознавство, хорове диригування, академічний спів, музична естрада, таджицька традиційна музика (інструменталісти, співаки), включаючи такі її напрямки як класична музика «Шашмаком», «Фалак».

## З історії
За СРСР консерваторії в Таджицькій РСР не було. Вже за незалежності Таджикистану, в 1990-х роках, у підсумковому документі Міжнародної конференції та музичного фестивалю «Таджицька музична культура початку 21-го століття: пріоритети розвитку» було ухвалено звернення до Уряду Республіки Таджикистан про необхідність створення національної консерваторії.
Національна консерваторія Таджикистану була створена згідно з Постановою Уряду Республіки Таджикистан від 10 травня 2003 року на базі виконавського факультету Таджицького державного інституту мистецтв імені Турсун-заде. 
Біля витоків створення Таджицької консерваторії стояв її перший ректор визначний таджицький композитор і музикант Т. Сатторов. У 2007 році Сатторова не стало, і у вересні 2008 року Таджицькій Національній Консерваторії було офіційно присвоєно ім'я Т. Сатторова.
Станом на весну 2009 року Таджицька консерваторія має багатосторонні творчі взаємини з консерваторіями і музичними академіями Росії, Казахстану, Киргизстану, Узбекистану, Азербайджану, Німеччини, з якими підписані угоди про співробітництво, проводяться різноманітні спільні заходи (фестивалі, конференції, стажування викладачів і студентів).

## Виноски
1. ↑  ТАДЖИКИСТАН: В Душанбе від 30 квітня до 3 травня, 2009 року пройде Джаз Фестиваль // інф. за 23 квітня 2009 року (рос.) на www.swiss-cooperation.admin.ch/kyrgyzstan/ (Представництво Швейцарського офісу зі співробітництва / Swiss Cooperation у Центральній Азії)
2. ↑  Музика (в Душанбе) [Архівовано 27 серпня 2010 у Wayback Machine.] (рос.) на Офіційний сайт міста Душанбе
3. ↑  Гоїбназарова Тахміна Національній консерваторії присвоєно ім'я // інф. за 22 грудня 2008 року від www.khovar.tj (Національне інформаційне агентство Таджикистану «Ховар») [Архівовано 23 жовтня 2005 у Wayback Machine.] (рос.)